# رون كيم
رون كيم (بالإنجليزية: Ron Kim)‏ هو سياسي أمريكي، ولد في 2 مايو 1979 في كوريا الجنوبية. حزبياً، نشط في الحزب الديمقراطي. وقد انتخب عضو جمعية ولاية نيويورك.

## وصلات خارجية
- الموقع الرسمي